# クロルギリン
クロルギリン(Clorgiline)は、不可逆でA選択的なモノアミン酸化酵素阻害薬で、科学研究用途に用いられる。構造的にパルギリンと関連する。